# Johannes Edfelt
Bo Johannes Edfelt, född 21 december 1904 i Kyrkefalla socken i Västergötland, död 27 augusti 1997 i Ramlösa, Raus församling i Skåne, var en svensk författare, översättare och litteraturkritiker samt ledamot av Svenska Akademien.

## Biografi
Edfelt blev filosofie magister vid Uppsala universitet 1930 samt filosofie licentiat i litteraturhistoria vid Stockholms högskola 1952 och kreerades 1960 till filosofie hedersdoktor vid Stockholms universitet. Han var gift första gången 1932–1935 med konstnären Hélène Apéria (1909–1986), andra gången 1936–1937 med Gerda Johanna Wolff (född 1904) och tredje gången från 1938 med översättaren Brita Edfelt, född Silfversparre (1908–2006).
Edfelts lyrik sträcker sig från debuten med Gryningsröster 1923 till den sista diktsamlingen Brännpunkter 1996. Som översättare har Edfelt tolkat bland andra Georg Trakl, Novalis, Andreas Gryphius, Nelly Sachs, T.S. Eliot och Ezra Pound.
Edfelt var redaktör för utgivningen av Hjalmar Bergmans samlade skrifter i 30 volymer under åren 1949–1958. Han var också ordförande i Svenska PEN-klubben 1957–67 och Hjalmar Bergmansamfundet 1958–1970. Han invaldes i Svenska Akademien 1969, där han efterträdde Erik Lindegren på stol nr 17. Han efterträddes där av Horace Engdahl 1997.

### Ungdomsår
Edfelt var son till löjtnanten August Edfelt (1871–1955) och Ellen Hellner (1878–1943). Han föddes i Spännefalla i Kyrkefalla församling men växte upp i Edåsa och Skövde i Västergötland, där han vårterminen 1920 började läsa latin och grekiska på gymnasiet i Skara. 1923 tog han studentexamen vid Skara högre allmänna läroverk. Hösten samma år studerade han nordiska språk vid Lunds universitet. Han gick även på offentliga föreläsningar i filosofi och litteraturhistoria. 
Från 1924 till 1930 studerade Edfelt, med uppehåll för militärtjänsten 1925–26, nordiska språk, engelska, tyska, litteraturhistoria och pedagogik, inklusive en kurs i ﬁlosoﬁns historia, vid Uppsala universitet. Under denna period umgicks han i studentkretsar som diskuterade Sigmund Freud och Carl Gustav Jung. Edfelt blev fil. kand. 1929 och fil. mag. 1930.

### Tidig karriär
Efter att Edfelt hade avlagt filosofisk ämbetsexamen i Uppsala våren 1930 flyttade han till Stockholm. Den ekonomiska krisen till följd av börskraschen i New York 1929 började nu märkas på arbetsmarknaden i Sverige, och Edfelt försörjde sig i början av 30-talet främst som litteraturrecensent. Hösten 1931 fick han en tjänst som extralärare vid kommunala mellanskolan i Storvik i Gästrikland. Efter liknande anställningar vid Lidingö läroverk 1932 och vid Falu läroverk 1934 ägnade han sig åt litterär verksamhet.
Under vintern 1930–1931 hade Edfelt i Stockholm blivit bekant med konstnären Hélène Apéria, till vilken han dedicerade diktsamlingen Aftonunderhållning. Den 2 mars 1932 gifte sig paret på Nyloftet på Skansen i Stockholm.
År 1933 bosatte sig Edfelt i Mariefred, där han färdigställde diktsamlingen Högmässa under insyn av den äldre författarkollegan Bertil Malmberg, som efter åren i München slagit sig ned i den sörmländska småstadsidyllen.
Efter skilsmässan från Hélène 1936 och ett skenäktenskap med tyska flyktingen Gerda Wolff-Baum gifte Edfelt om sig med Brita Silfversparre den 18 februari 1938. De fick barnen Per Anders (f 29 juli 1940) och Lisa Ulrika (f 9 juli 1943).
Edfelt var medarbetare i Göteborgs Handelstidning 1931–1932, litteraturrecensent i Bonniers Litterära Magasin från 1932 och i Dagens Nyheter från 1940. Han satt även i redaktionen för kalendern Horisont 1941–1944. Han blev medlem i Publicistklubben 1944.

## Lyrik

### Ungdomsdiktning
Edfelt debuterade som 19-åring med diktsamlingen Gryningsröster 1923. Därefter följde Unga Dagar 1925 och Ansikten 1929. Diktare som tidigt gjorde intryck på honom var förutom klassikerna främst Franz Werfel, Bertolt Brecht, Erich Kästner, Vilhelm Ekelund, Harriet Löwenhielm och Birger Sjöberg.

### Genombrott
Edfelts mogna lyrik kan man beskriva som traditionell vad beträffar formen men modernistisk vad beträffar bildspråket. Dikterna är i huvudsak rimmade och skrivna på vers, som ofta består av trokéer eller jamber. 
Genombrottet kom 1934 med diktsamlingen Högmässa, som ett stort antal svenska dagstidningar recenserade. Edfelt var vid denna tidpunkt påverkad av svenska lyriker som Bertil Malmberg, Birger Sjöberg, Bo Bergman och Erik Axel Karlfeldt men också av internationella storheter som Charles Baudelaire, Bertolt Brecht och T.S. Eliot.
Till 1930-talsskedet räknar man även Aftonunderhållning 1932, I denna natt 1936, Vintern är lång 1939 och Sång för reskamrater 1941. Utmärkande för dessa diktsamlingar är diskrepansen mellan mänskligt lidande i länder med förtryckarregimer och den sinnliga kärleken som en frälsande kraft. Ett annat markant stildrag hos Edfelt är otaliga allusioner på äldre litteratur, som sträcker sig från Bibeln och de antika tragöderna till psykoanalys och modernism.

### Ett nytt tonfall
Med böckerna Elden och klyftan 1943 samt Bråddjupt eko 1947 blir Edfelts lyrik mer introspektiv. Från och med Hemliga slagfält 1952 förekommer inslag av prosalyrik i hans diktsamlingar.

### Lyrik
- Gryningsröster : dikter. Malmö: Framtiden. 1923. Libris 1471775. https://litteraturbanken.se/f%C3%B6rfattare/EdfeltJ/titlar/Gryningsr%C3%B6ster/sida/3/etext?om-boken
- Unga dagar : dikter. Stockholm: Bonnier. Libris 22201
- Ansikten : dikter. Stockholm: Bonnier. 1929. Libris 1329117. https://litteraturbanken.se/f%C3%B6rfattare/EdfeltJ/titlar/Ansikten/sida/3/etext?om-boken
- Aftonunderhållning : dikter. Stockholm: Bonnier. 1932. Libris 22200
- Högmässa. Stockholm: Bonnier. 1934. Libris 23492. https://litteraturbanken.se/f%C3%B6rfattare/EdfeltJ/titlar/H%C3%B6gm%C3%A4ssa/sida/3/etext?om-boken
- I denna natt. Stockholm: Bonnier. 1936. Libris 305449
- Järnålder. Stockholm: Bonnier. 1937. Libris 1363153. https://litteraturbanken.se/f%C3%B6rfattare/EdfeltJ/titlar/J%C3%A4rn%C3%A5lder/sida/3/etext?om-boken
- Vintern är lång. Stockholm: Bonnier. 1939. Libris 1363155
- Kantat vid Skara h.a. läroverks jubileumsfest den 30 maj 1941 / text av Johannes Edfelt ; musik av Ivar Widéen. Skara. 1941. Libris 2625878
- Sång för reskamrater. Stockholm: Bonnier. 1941. Libris 1395599
- Elden och klyftan. Stockholm: Bonnier. 1943. Libris 31048
- Bråddjupt eko. Stockholm: Bonniers. 1947. Libris 305448. https://litteraturbanken.se/f%C3%B6rfattare/EdfeltJ/titlar/Br%C3%A5ddjuptEko/sida/5/etext?om-boken
- Hemliga slagfält. Stockholm: Bonnier. 1952. Libris 8078490
- Under Saturnus. Stockholm: Bonnier. 1956. Libris 305404. https://litteraturbanken.se/f%C3%B6rfattare/EdfeltJ/titlar/UnderSaturnus/sida/3/etext?om-boken
- Insyn : dikter. Stockholm: Bonnier. 1962. Libris 1565268
- Ådernät : dikter. Stockholm: Bonnier. 1968. Libris 23041
- Dagar och nätter. Stockholm: Bonnier. 1983. Libris 7146712. ISBN 91-0-045873-2
- Spelrum. Stockholm: Bonnier. 1990. Libris 7147995. ISBN 9100479748
- Brännpunkter. Stockholm: Bonnier. 1996. Libris 7149590. ISBN 9100563188

#### Samlingar och urval
- Dikter i urval. Stockholm: Bonnier. 1944. Libris 1874134
- Dikter. Stockholm: Bonnier. 1949. Libris 8080672 - Innehåll: 1. Högmässa ; I denna natt. - 2. Järnålder ; Vintern är lång ; Sång för reskamrater. - 3. Elden och klyftan ; Bråddjupt eko.
- Eros och Thanatos / [urval av författaren]. Kammarbiblioteket, 99-0853564-1. Stockholm: Bonnier. 1961. Libris 8077877
- Lyrik i urval / med inledning, ordförklaringar och studieuppgifter av Rolf Hillman. Skönlitteratur i skolan, 0583-4910. Stockholm: Svenska Bokförlaget/Bonniers. 1963. Libris 1189773
- Etsningar och skuggspel / urval och förord av Åke Janzon. Svalans lyrikklubb, 0586-0326. Stockholm: Bonnier. 1976. Libris 7144970. ISBN 91-0-040904-9
- Ekolodning : dikter från sex decennier / efterord av Ulf Linde ; [omslag och] bilder av Petter Zennström. Stockholm: Bonnier. 1986. Libris 7147158. ISBN 91-0-046765-0
- Dikter / urval och förord av Anders Cullhed. Stockholm: Bonnier. 2004. Libris 9436570. ISBN 9100102121

#### Översättningar
- Der Schattenfischer : ausgewählte Gedichte aus dem Schwedischen / übertragen und herausgegeben von Nelly Sachs. Düsseldorf: G. Büchner. 1958. Libris 2171209
- Dikt i utvalg ved Erling Nielsen. Cappelens nordiske bibliotek. Oslo: Cappelen. 1960. Libris 10126659
- Gedichte / ausgewählt und aus dem Schwedischen übertragen von Erich Furreg. Wien: Bergland. 1963. Libris 1762770
- Family tree : thirteen prose poems / translated by Robin Fulton. O books series. London: Oasis books. 1981. Libris 6738018. ISBN 0-903375-56-7
- Fieberbrief : Prosagedichte /  [übersetzt von Anna-Liese Kornitzky ...]. München: Hanser. 1984. Libris 5260001. ISBN 3-446-13837-4

### Varia
- Dostojevski : en kommentar till hans diktning. Studentföreningen Verdandis småskrifter, 99-0470915-7 ; 382. Stockholm: Bonnier. 1936. Libris 11906
- Rysk realism. Studentföreningen Verdandis småskrifter, 99-0470915-7 ; 402. Stockholm. 1938. Libris 667977
- Strövtåg. Stockholm: Bonnier. 1941. Libris 31151
- Några verk och gestalter i modern tysk diktning. Skrifter / utg. av Sveriges yngre läroverkslärares förening, 99-1866568-8 ; 7. Lund. 1948. Libris 360807
- Tal på Övralid 1951. Övralidspristagare, 99-0338438-6 ; 1951. Skänninge: Heidenstamsällskapet. 1979. Libris 1762771
- Heinrich Heine. Världsförfattare, 99-0860459-7. Stockholm: Natur och kultur. 1955. Libris 8198143
- Utblick. Stockholm: Bonnier. 1958. Libris 8072674
- Schwedische Lyrik im XX. Jahrhundert. Dortmunder Vorträge, 99-0429079-2 ; 21. Dortmund: Kulturamt der Stadt Dortmund. 1959. Libris 631360
- Årens spegel. Stockholm: Bonnier. 1963. Libris 8073134
- Figurer ur tidiga år. Uppsala. 1968. Libris 3277598 - Särtryck ur: Vestrogothica ; 16
- Erik Lindegren : inträdestal i Svenska akademien. Inträdestal / Svenska akademien, 0346-7759. Stockholm: Norstedt. 1969. Libris 628691
- Birger Sjöberg : konturer av liv och dikt. Svenska akademiens minnesteckningar, 0346-6361. Stockholm: Norstedt. 1971. Libris 7151538. ISBN 9117151317
- Profiler och episoder. Stockholm: Bonnier. 1973. Libris 7143914. ISBN 9100381659
- Klara Johanson. Svenska akademiens minnesteckningar, 0346-6361. Stockholm: Norstedt. 1984. Libris 7153823. ISBN 9118332617

### Tolkningar och översättningar

#### Tolkningar av lyrik
- Från George till Kästner : modern tysk lyrik / i svensk tolkning av Bertil Malmberg, Johannes Edfelt, Irma Nordvang. Stockholm: Bonnier. 1934. Libris 8073282
- Tolkningar av tysk, engelsk och amerikansk lyrik. Stockholm: Bonnier. 1940. Libris 165000
- Hymner och visor : tolkningar. Stockholm: Bonniers. 1942. Libris 8073294
- Nya tolkningar. Stockholm: Bonnier. 1945. Libris 1395593
- Bomben och lyran : tolkningar. Stockholm. 1946. Libris 8073303
- Marmor och törne : lyriska tolkningar. Stockholm: Bonnier. 1949. Libris 8073295
- Dickinson, Emily (1949). Dikter / översättning av Erik Blomberg och Johannes Edfelt ; illustrationer efter teckningar av Yngve Berg. Stockholm: Wahlström & Widstrand. Libris 1395208
- Borge, Bernhard (1951). Dolt mönster : detektivroman / till svenska av Brita Edfelt, dikterna tolkade av Johannes Edfelt. Stockholm: Fritze. Libris 1435265
- Purpurmolnet. Stockholm. 1955. Libris 12408
- Trakl, Georg (1956). Helian och andra dikter. FIB :s lyrikklubbs bibliotek, 0425-5232 ; 25. Stockholm: FIB :s lyrikklubb. Libris 31822
- Modern tysk lyrik. Panacheserien, 99-0117874-6. Stockholm: Bonnier. 1961. Libris 8073296
- Seferis, Giōrgos (1963). Dikter / i svensk tolkning av Börje Knös och Johannes Edfelt. Stockholm: Bonnier. Libris 1590632
- Kafka, Franz (1964). Dikter och dokument / i urval och översättning av Johannes Edfelt. Stockholm: Piccolo. Libris 1165470
- Sachs, Nelly (1965). Eli : ett mysteriespel om Israels lidande. Stockholm: Bonnier. Libris 8080952
- Benn, Gottfried (1966). Dikter. Panacheserien, 99-0117874-6. Stockholm: Bonnier. Libris 31811
- Votivtavlor. Stockholm: Bonnier. 1967. Libris 738881
- Huchel, Peter (1975). Gycklarna är borta. Tuppen på berget, 99-0114206-7 ; 2. Stockholm: Coeckelbergh. Libris 8372877. ISBN 91-7250-032-8
- Bachmann, Ingeborg (1976). Bröd och salt. Tuppen på berget, 99-0114206-7 ; 14. Stockholm: Coeckelberghs. Libris 7627740. ISBN 9172500654
- Rosenträdet : lyriska tolkningar. Stockholm: Bonnier. 1982. Libris 7146560. ISBN 9100455016
- Följeslagare : dikttolkningar från sex decennier / urval och efterord av Bengt Holmqvist ; formgivning, illustrationer: Pierre Österholm. Stockholm: Bonnier. 1989. Libris 7147795. ISBN 9100477338
- Mötesplatser : lyriska tolkningar. Stockholm: Bonnier. 1992. Libris 7148811. ISBN 9100553611
- Pound, Ezra (1995). Gå, mina sånger : tidiga dikter och epigram. Enhörningserien, 99-0757117-2. Lund: Ellerström. Libris 7758588. ISBN 9186489283
- Fulton, Robin; Söderberg Lasse, Tranströmer Tomas, Edfelt Johannes (1996). Sekunden överlever stenen : dikter / i urval och översättning av Johannes Edfelt, Lasse Söderberg och Tomas Tranströmer ; efterord av Robin Fulton. Enhörningserien, 99-0757117-2. Lund: Ellerström. Libris 7758614. ISBN 9186489550

#### Översättningar
- Huxley, Aldous (1933). Vulgariteten i litteraturen. Dikt och prosa, 99-1864536-9 ; 10. Stockholm: Ringförl. Libris 628252
- Stong, Phil (1933). Lyckans karusell : roman. Moderna unga människor. Stockholm: Bonnier. Libris 1368636
- Bojer, Johan (1935). Dagen och natten : roman. Stockholm: Tiden. Libris 1352106
- Immendorf, Paul (1935). Karusell / övers. från författarens manuskript. Stockholm: Norstedt. Libris 1356330
- Immendorf, Paul (1936). Frid på jorden : roman / till svenska från författarens tyska manuskript. Stockholm: Tiden. Libris 1372162
- Kästner, Erich (1936). Stackars miljonärer. Stockholm: Bonnier. Libris 1377100
- Körmendi, Ferenc (1937). Räkenskapens dag : roman. Stockholm: Norstedt. Libris 1377120
- Remarque, Erich Maria (1937). Kamrater. Stockholm. Libris 2999588
- Coudenhove-Kalergi, Richard Nikolaus (1939). Judefrågan / översättning av J. E. Stockholm: Bonnier. Libris 1362735
- Körmendi, Ferenc (1939). Sällsamt möte : roman. Stockholm: Norstedt. Libris 1377123
- Lewisohn, Ludwig (1940). Hjärtat och världen. Stockholm: Norstedt. Libris 1377503
- Heydenau, Friedrich (1942). Löjtnant Lugger. Stockholm: Norstedt. Libris 1400440
- Kafka, Franz (1947). Amerika / översättning av Johannes Edfelt och Tage Aurell. Stockholm: Wahlström & Widstrand. Libris 1417121
- Braun, Harald (1953). Nattvakt : roman / till svenska av Brita och Johannes Edfelt. Stockholm: Fritze. Libris 1435409
- Brecht, Bertolt (1955). Två skådespel : Mor Courage : Den kaukasiska kritcirkeln / översättning av Brita och Johannes Edfelt. Stockholm: LT. Libris 1435413 - Utgiven i ett flertal upplagor och bearbetningar.
- Hofmannsthal, Hugo von (1959). Kvinnan utan skugga : en berättelse / översättning av Bertil Malmberg och Johannes Edfelt. Tidens tyska klassiker ; 22. Stockholm: Tiden. Libris 1779057
- Weiss, Peter (1968). Diskurs över det långvariga befrielsekriget i Vietnam dess förhistoria och förlopp som exempel på nödvändigheten av de undertrycktas väpnade kamp mot sina förtryckare ... Boc-serien, 99-0117341-8. Staffanstorp: Cavefors. Libris 8364
- Canetti, Elias (1979). Människans provins : anteckningar  inledning, urval och översättning av Johannes Edfelt. Stockholm: Forum. Libris 7254550. ISBN 9137071688

### Redaktörskap
- Gorkij, Maksim (1936-1937). Maxim Gorkis bästa verk. 1-12 / red. och försedd med inledningar av Johannes Edfelt ([Minnesuppl.]). Stockholm: Bonnier. Libris 1982790
- Poetisk bilderbok : svenska dikter under 100 år / med illustrationer av Adolf Hallman. Stockholm: Bonnier. 1937. Libris 1363154
- Branting Georg, Edfelt Johannes, Matthis Henry Peter, red (1939). I dag Spanien-: dikter och prosa, musik, teckningar. Stockholm: Aktiebolaget P. Herzog & söner. Libris 8219230
- Svensk naturlyrik / illustrationer av Stig Åberg. Stockholm: Bonnier. 1941. Libris 2625880
- Berättare och förkunnare i svensk litteratur 1719-1941 / antologi sammanställd av Johannes Edfelt och Axel Strindberg. Stockholm: Kooperativa förbund. 1942. Libris 23486
- Svensk lyrik före Bellman. Den svenska lyriken, 99-0110782-2. Stockholm: Bonnier. 1942. Libris 818353
- Svenska romantiker. Den svenska lyriken. Stockholm: Albert Bonniers förlag. 1942. Libris 1497204
- Tegnér, Esaias (1943). Dikter. Den svenska lyriken, 99-0110782-2. Stockholm: Bonnier. Libris 168894
- Krusenstjerna, Agnes von (1944-1946). Samlade skrifter. 1-19. Stockholm: Bonnier. Libris 41684
- Svensk lyrik : klassisk och modern. Läs på fritid. Stockholm: Försvarsstabens personalvårdsavdelning, bildningsdetaljen. 1947. Libris 1395595
- Bergman, Hjalmar (1949-1958). Samlade skrifter. 1-30. Stockholm: Bonnier. Libris 443204
- Ryska berättare. Stockholm: Bonnier. 1949. Libris 1425697
- En bukett tysk lyrik. Lyriska buketter, 99-0158365-9. Stockholm. 1952. Libris 169072
- En bukett rysk lyrik / illustrerad av Per Beckman. Lyriska buketter, 99-0158365-9. Stockholm: Natur och kultur. 1953. Libris 1436045
- Nittonhundratalsdiktning : orientering och urval för skola och självstudium. Orientering i världslitteraturen ; 1. Stockholm: Sv. bokförl. (Bonnier). 1953. Libris 1493666
- En bukett världslyrik : tjugofem dikter ur världslitteraturen. Stockholm: Natur och kultur. 1957. Libris 2385526
- Hesse, Hermann (1957). Dikter / [red. av Johannes Edfelt] ; tolkade av Erik Blomberg ... Stockholm: Bonnier. Libris 1681861
- Sekelskifte : en lyrisk antologi / illustrerad av Börje Sandelin. Lyrik genom decennierna ; 3. Stockholm: Bonnier. 1957. Libris 1874137
- Heine, Heinrich (1958). Lyrik och prosa. Forumbiblioteket, 99-0110069-0 ; 100. Stockholm: Forum. Libris 12757
- Berömda tyska berättare / teckningar av Börje Sandelin. Berömda berättare, 99-1449900-7 ; 9. Stockholm: Folket i bild. 1959. Libris 1357134
- Goethe, Johann Wolfgang von (1959). Självbiografiska skrifter i urval. Forumbiblioteket, 99-0110069-0 ; 110. Stockholm: Forum. Libris 11698
- Deutsche Welt im Wort : 27 moderne deutsche Essayisten / ausgewählt von Johannes Edfelt ; mit Einleitung und Kommentar von Gustav Korlén. Scandinavian university books, 99-0103642-9. Stockholm: Sv. bokförl.(Bonnier). 1961. Libris 8072182
- Världens bästa lyrik i urval. Världens bästa i urval, 99-0440042-3. Stockholm: Natur och kultur. 1961. Libris 12552
- Bibelpoesi / utgiven i samarbete med FIBs lyrikklubb. Lund: Gleerup. 1963. Libris 70152
- Heine, Heinrich (1965). Tankar och hugskott / urval och inledning av Johannes Edfelt ; översättning av Brita Edfelt. Stockholm: Bokförlaget Piccolo. Libris 541371
- Under linden och andra tyska kärleksdikter. Kolibri. Stockholm: Bok och bild. 1966. Libris 1495427
- Grekiska motiv. Kolibri. Stockholm: Bok och bild. 1967. Libris 7992
- Schiller, Friedrich von (1970). Valda verk : lyrik, prosa och dramatik. Forumbiblioteket, 99-0110069-0. Stockholm: Forum. Libris 1677018
- Lyriska tolkningar / Erik Blomberg ; urval och förord av Johannes Edfelt. Höganäs: Wiken. 1990. Libris 7591957. ISBN 9170247749

## Priser och utmärkelser
| - 1947 – Letterstedtska priset för översättningar för lyriska tolkningar i Bomben och lyran - 1949 – De Nios Stora Pris - 1951 – Övralidspriset - 1953 – Boklotteriets stipendiat - 1954 – Bellmanpriset - 1959 – Boklotteriets stipendiat - 1960 – Hedersdoktor vid Stockholms universitet | - 1962 – Litteraturfrämjandets stora pris - 1967 – Henrik Steffenspriset - 1971 – Bellmanpriset - 1972 – Elsa Thulins översättarpris - 1974 – Kommendör av Nordstjärneorden. - 1983 – Kellgrenpriset - 1985 – Goethemedaljen - 1994 – Kellgrenpriset - 1996 – Ferlinpriset |